# Dubai Cup
De Dubai Cup was een internationaal voetbaltoernooi dat werd gehouden in Dubai (Verenigde Arabische Emiraten), waarbij vier teams streden om de eerste plaats. Het toernooi werd tijdens de winterstop in 2007 en 2008 gehouden. In 2008 deed Ajax mee aan het toernooi maar werd laatste.

## Opzet
In drie dagen tijd werden er vier wedstrijden gespeeld. Eerst werd de halve finale gespeeld. Daarna speelden de verliezers van de halve finale tegen elkaar om de derde en vierde plaats en de winnaars speelden om de eerste plaats. Tijdens het toernooi speelt een club dus twee wedstrijden. De wedstrijden werden gehouden in het State-of-the-Art Stadium.

## Dubai Cup-winnaars
- 2007 -  Benfica
- 2008 -  Internacional

## Dubai Cup 2007
De Dubai Cup 2007 werd van 8 tot 10 januari 2007 in het State-of-the-Art Stadium gespeeld.

## Dubai Cup 2008
Deze tweede editie werd van 5 tot 7 januari 2008 gespeeld.